# Terror of Mechagodzilla
Terror of Mechagodzilla (Japanse titel: メカゴジラの逆襲/Mekagojira no Gyakushū, "Mechagodzilla's tegenaanval"; Nederlandse titel: Monsters van het verloren continent) is een tokusatsu kaijufilm uit 1975, en de 15e van de Godzillafilms. De film werd geregisseerd door Ishiro Honda met special effects door Teruyoshi Nakano.
Dit was de laatste film van de Showa-reeks. Tevens was het de laatste film waarin Godzilla duidelijk de rol van de held heeft tot aan Godzilla: Final Wars. Vanwege de instorting van de Japanse filmindustrie midden jaren 70 werd de productie van nieuwe Godzillafilms lange tijd stilgelegd.

## Verhaal
De film is een direct vervolg op Godzilla vs. Mechagodzilla. Agenten van Interpol, geleid door Inspecteur Kusakari, zoeken met een duikboot naar de resten van Mechagodzilla in de hoop meer te weten te komen over de buitenaardse technologie waarmee hij is gebouwd. De duikboot wordt echter aangevallen door een enorm dinosaurusachtig monster genaamd de Titanosaurus, en de crew wordt als vermist opgegeven.
Als reactie op het ongeluk begint Interpol met een onderzoek. Met behulp van een marinebioloog genaamd Akira Ichinose volgen ze een spoor dat leidt van de Titanosaurus naar een gestoorde geleerde genaamd Shinzô Mafune, die het plan heeft opgevat om de mensheid uit te roeien. Hij heeft zijn eigen dood in scène gezet om vrij spel te hebben. Mafune krijgt bezoek van een collega wetenschapper genaamd Tsuda, die in werkelijkheid een handlanger van Mugal (de leider van het buitenaardse ras dat Mechagodzilla had gebouwd) is. De buitenaardse wezens willen de vernietigde Mechagodzilla zo snel mogelijk herbouwen om alsnog de mensheid uit te roeien.
De zaken worden gecompliceerder wanneer Ichinose verliefd wordt op Katsura en hem Interpols geheime informatie omtrent Titanosaurus geeft.
In de loop van de film ontdekt Interpol dat Titanosaurus verzwakt wordt door supersonische golven. Ze bouwen een machine die dit geluid kan produceren, maar Katsura saboteert het apparaat. Vervolgens laten de aliens zowel de herbouwde Mechagodzilla als Titanosaurus los op Yokosuka. Godzilla bevecht de twee monsters, maar wordt snel verslagen.
Interpol hersteld de machine en leidt Titanosaurus af met het supersonische geluid. Zo kan Godzilla de twee monsters een voor een verslaan. 

## Rolverdeling
| Acteur           | Personage                     |
| ---------------- | ----------------------------- |
| Katsuhiko Sasaki | Biologist Akira Ichinose      |
| Tomoko Ai        | Katsura Mafune                |
| Akihiko Hirata   | Dr. Shinji Mafune             |
| Katsumasa Uchida | Interpol Agent Jiro Murakoshi |
| Goro Mutsumi     | Alien Leader Mugal            |
| Tadao Nakamaru   | Interpol Chief Tagawa         |
| Shin Roppongi    | Yuuichi Wakayama              |
| Tomoe Mari       | Yuri Yamamoto                 |
| Toru Ibuki       | Tsuda (bearded alien)         |
| Kenji Sahara     | Army Commander Segawa         |

## Achtergrond

### Amerikaanse versie
De film werd in de zomer van 1978 uitgebracht in Amerikaanse bioscopen door Bob Conn Enterprises. Deze versie is 5 minuten korter dan de Japanse versie. Dit onder andere omdat een aantal scènes uit de film werden geknipt.
Later datzelfde jaar werd de film ook uitgebracht als televisiefilm. De televisiefilmversie is juist 6 minuten langer dan de Japanse versie. Deze versie bevat namelijk een voorstukje dat de geschiedenis van Godzilla verteld, bestaande uit beeldmateriaal uit Invasion of Astro-Monster, Son of Godzilla, en Godzilla vs. the Sea Monster.

### Opbrengst
In Japan werden voor de film 970,000 kaartjes verkocht. Daarmee was het een van de slechtst verkochte Godzillafilms.

## Trivia
- Dit was de laatste Godzillafilm geregisseerd door Ishirō Honda. Hij zou oorspronkelijk ook Godzilla vs. Mechagodzilla II (1993) gaan regisseren, maar stierf eerder dat jaar.
- Dit was de laatste Godzillafilm waarin Akihiko Hirata een rol speelde.
- De film is qua ondertoon meer in overeenstemming met de eerste Godzillafilm.